# Karafiáth Máriusz
Karafiáth Máriusz (Bécs, 1858. december 28. – Léva, 1940. augusztus) szemész, tisztifőorvos, történész.

## Élete
1885-ben alapító orvosa a lévai kórháznak, melynek 1905-ig igazgatója lett. 1909-ben hírlapi összetűzésbe került Bódogh Lajos polgármesterrel. Az első világháború alatt egy ideig a tanítóképzői katonai kórház igazgatója.
Természettudományi, történeti, művelődéstörténeti tanulmányokat írt. A Bars újság munkatársa. A Lévai Kaszinó tisztviselője, a Lévai Nőegylet alapítója, 1912-től a Reviczky Társaság alapító tagja.

## Emlékezete
- Emléktábla, Lévai Kórház

## Művei
- 1910 Az ifjúság testi nevelése. Budapest (fordító)
- 1912 A játszótér a népnevelés keretében. Léva
- 1914 Öröklékenység és fajhigiéne. Budapest (különlenyomat az Egészségből)
- 1926 Mailáth István. Léva
- 1928 Régen volt - Képek a múltból. Léva
- 1931 Vázlatok társadalmunk múltjából. Prágai Magyar Hírlap
- 1935 Ferenczy Ida. Léva